# Jenny Johnson Jordan
Jenny Johnson Jordan, née le 8 juin 1973, est une joueuse américaine de beach-volley. 
Elle est médaillée d'argent aux Championnats du monde de beach-volley en 1999 à Marseille avec Annett Davis.
Elle est la fille de l'athlète Rafer Johnson.